# هانی رمزی
هانی رمزی (انگلیسی: Hany Ramzy؛ زادهٔ ۱۰ مارس ۱۹۶۹) یک بازیکن فوتبال اهل مصر است.

## زندگی‌نامه
رمزی در منطقه عابدین قاهره در یک خانواده ارتدکس قبطی متولد شد. او یک خواهر به‌نام میریام دارد. رمزی فوتبال حرفه را از سن ۱۰ سالگی شروع کرد.

## باشگاهی
از باشگاه‌هایی که در آن بازی کرده‌است می‌توان به وردر برمن، باشگاه فوتبال زاربروکن، کایزرسلاوترن و الاهلی مصر اشاره کرد.

## تیم ملی
وی عضو تیم ملی فوتبال مصر در جام جهانی فوتبال ۱۹۹۰ بوده است.